# Robert Hagmann
Pour les articles homonymes, voir Hagmann.
Robert Hagmann, né le 2 avril 1942 à Zuchwil, dans le canton de Soleure, est un coureur cycliste suisse, professionnel de 1962 à 1969.

## Palmarès
- 1963
  - 7e du Tour de Suisse
- 1964
  - 7e étape du Tour de Suisse
  - 2e du GP Bad Schwalbach
  - 9e du Tour de Suisse
- 1965
  -  Champion de Suisse sur route
  - 4e étape du Tour de Suisse (contre-la-montre)
  - 3e du Tour de Romandie
  - 3e du Grand Prix de Lugano
- 1966
  - 4e du Tour de Romandie
- 1967
  - Championnat de Zurich
  - 3e étape du Tour de Romandie (contre-la-montre)
  - 2e de Paris-Camembert
  - 2e du Tour des Quatre Cantons
  - 2e du Grand Prix de Belgique
  - 3e du Tour de Catalogne
  - 3e du Grand Prix des Nations
  - 3e du Grand Prix de Lugano
  - 10e du championnat du monde sur route
- 1968
  - 3e étape (2e secteur) du Tour de Romandie (contre-la-montre)
  - 6e, 8e (contre-la-montre) et 9eb (contre-la-montre) étapes du Tour de Suisse
  - 2e du Tour de Suisse
  - 3e du Tour de Romandie

## Résultats sur les grands tours

### Tour de France
1 participation
- 1968 : abandon (2e étape)